# Battle Arena Toshinden (Wii)
Battle Arena Toshinden (souvent abrégé "Toshinden") est un jeu de combat en 3D développé par DreamFactory et sorti en 2009. Le jeu est sorti sur PC sous le même nom.

## Système de jeu
Le jeu est en 3D, le contrôle s'exécute avec la WiiMote et le Nunchuk. Le but du jeu est, basique, de faire tomber la vie de l'adversaire à zéro. Huit personnages sont disponibles et tous se contrôlent de la même façon. Les déplacements s'effectuent au stick directionnel du Nunchuk. Le bouton A permet de porter des attaques normales et le bouton B d'utiliser des attaques puissantes. Les boutons C et Z du Nunchuk servent à se protéger et à exécuter des prises. La 3D permet d'effectuer des techniques de jeu enrichissant le gameplay (sauts, esquives ...) et rend les déplacements plus stratégiques.

## Graphismes
Les modèles du jeu sont en cel-shading, pour un rendu très coloré. Le moteur 3D est assez puissant pour animer le décor, les personnages et les jauges de vie.

## Critiques
Le jeu n'étant pas sorti en France :

Dans la plupart des magazines français spécialisés, Toshinden n'est pas noté.

Il n'est pas noté dans Edge et IGN